# Mokrzyca Wielka
Mokrzyca Wielka [mɔˈkʂɨt͡sa ˈvjɛlka] (tiếng Đức: Groß Mokratz) là một ngôi làng thuộc khu hành chính của Gmina Wolin, thuộc quận Kamień, West Pomeranian Voivodeship, ở phía tây bắc Ba Lan. Nó nằm khoảng 5 kilômét (3 mi) phía tây bắc của Wolin, 19 km (12 mi) phía tây nam Kamie Kam Pomorski và 50 km (31 mi) phía bắc thủ đô khu vực Szczecin.
Ngôi làng có dân số 190.